# Махакашьяпа
Кашьяпа или Махакашьяпа (IAST: Mahākāśyapa, пали Mahākassapa, тиб. 'od srung chen po (Осунг Ченпо)) в буддизме — один из десяти великих учеников Будды, архат. Махакашьяпа возглавил монашескую общину после паринирваны Будды и руководил Первым буддийским собором. Патриарх в ряде школ раннего буддизма и важная персона в традициях дзен и чань.
Согласно рассказам из палийских канонических текстов Махакашьяпа, подобно двум главным ученикам Будды Шарипутре и Маудгальяяне, происходил из касты брахманов. При рождении он получил имя Пиппхали. Поначалу он вёл жизнь обычного домохозяина и был женат. Однажды крестьяне пахали его поле и Пиппхали увидел, что в борозде от плуга ползают черви, которых поедают птицы. Он осознал, что источник его богатства лежит в страдании этих живых существ. Пиппхали и его жена решили отказаться от мирской жизни и принять аскезу. Затем Пиппхали встретил Будду и тот рукоположил его в монахи под именем Кашьяпа. Махакашьяпой его назвали позже, чтобы отличить от других учеников и подчеркнуть выдающиеся заслуги. Махакашьяпа стал одним из самых уважаемых учеников Будды и его непосредственным духовным наследником. Будда даже обменялся с ним своим одеянием. Махакашьяпа проявил большое рвение в практике аскезы и вскоре достиг просветления. У него часто возникали разногласия с помощником Будды Анандой из-за разных склонностей и взглядов, несмотря на это в буддийском искусстве тхеравады их часто изображают вместе, стоящими слева и справа от Будды. Махакашьяпа сыграл важную роль в первые дни существования буддийской общины, способствуя формированию стабильной монашеской традиции. Фактически в течение первых двадцати лет после паринирваны Будды он был самой влиятельной фигурой в сангхе. Поэтому считается, что он положил начало линии патриархов буддизма.
Во многих постканонических текстах говорится, что Махакашьяпа в конце жизни погрузился в состояние глубокой медитации и его физические останки останутся нетленными в пещере под горой Куккутапада до пришествия Будды Майтрейи. Эта легенда привела к возникновению нескольких культов и практик. Она была истолкована учёными как повествование о физической связи Будды Майтрейи и Будды Гаутамы, чье одеяние покрывает тело Махакашьяпы. В традиции чань считается, что Махакашьяпа получил от Будды Гаутамы прямую передачу вне рамок ортодоксального учения, и монашеская роба символизирует эту передачу. Кроме того, Махакашьяпа часто изображался в буддийском искусстве как символ уверенности и надежды на будущее буддизма.

## Ранние буддийские тексты
В некоторых сборниках канонических текстов есть разделы, в которых собраны приписываемые Махакашьяпе беседы. В палийской традиции это СН 16 Кассапа Саньютта Самъютта-никаи, в китайском каноне — Самьюкта-агама, в которой имеются две версии раздела о Махакашьяпе, пронумерованные Тайшо 2:99 и 2:100. В китайской Экоттара-агаме есть параллельные палийской Самъютте отрывки Т2:99 и Т2:100, в которых описана встреча Будды и Махакашьяпы, а также рассказ о Махакашьяпе и монахе Баккуле. Также о Махакашьяпе повествуют тексты винаи традиции Муласарвастивада на тибетском языке.

### Семья и ранние годы

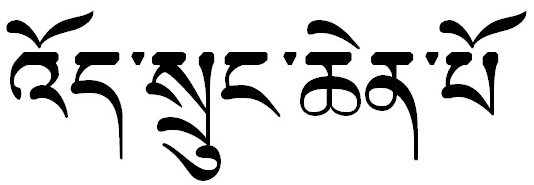
Махакашьяпа на тибетском

Согласно палийским источникам, Кашьяпа родился в брахманской семье в деревне Махатиттха (царство Магадха, располагавшееся на территории современной Индии) за несколько лет до Сиддхартхи Гаутамы. Ребёнку дали имя Пиппхали (Pipphali). Его отцом был богатый землевладелец, которого по одним источникам звали Ньягродха, а по другим — Капила или Косиготта, а матерью Суманадэви. Считается, что при рождении на теле мальчика было 7 или 30 из «32 великих признаков», которые бывают у будд и бодхисаттв (IAST: mahāpuruṣa lakṣaṇa, пали mahāpurissalakkhaṇa). Отец Пиппхали был очень богатым человеком и владел 16 деревнями, поэтому Пиппхали рос в полном достатке.
В молодости Пиппхали поклялся, что не женится и станет отшельником, при этом он обещал родителям ухаживать за ними до самой их смерти. Родители уговаривали Пиппхали взять себе жену и он поставил следующее условие. По заказу Пиппхали изготовили золотую статую, изображавшую девушку необычайной красоты. Он показал статую родителям и сказал, что если они найдут ему такую невесту, то он женится на ней. Когда юноше исполнилось 20 лет, его родители отыскали подходящую девушку в стране Мадда. Это была шестнадцатилетняя Бхадда Капилани (Bhadda Kapilani) родом из брахманской семьи. Девушка также не горела желанием выходить замуж, однако, чтобы угодить своей матери, она согласилась засвидетельствовать своё почтение святилищу богини, известной тем, что дарует высокородный брак. Вероятно, в святилище стояла золотая статуя. Когда Бхадда приблизилась к ней, люди заметили, что статуя выглядит уродливой по сравнению с ней. Слава о красоте Бхадды распространилась и достигла родителей Пиппхали. Переговорив, оба семейства договорились о браке. Согласно палийской версии, Пиппхали был не рад предстоящей женитьбе и написал письмо Бхадде с просьбой выбрать мужем кого-нибудь другого, так как он желает стать отшельником. В это время Бхадда написала ему аналогичное письмо. Родители перехватили оба письма и подменили их другими. По версии Муласарвастивады, Пиппхали сам инкогнито навестил Бхадду и сказал ей, что её будущий муж был бы для неё плохим выбором, поскольку его не интересуют чувственные удовольствия. Она ответила, что её также не волнуют подобные вопросы, после чего Пиппхали открылся своей невесте. Бхадду привезли в Магадху и сыграли свадьбу.

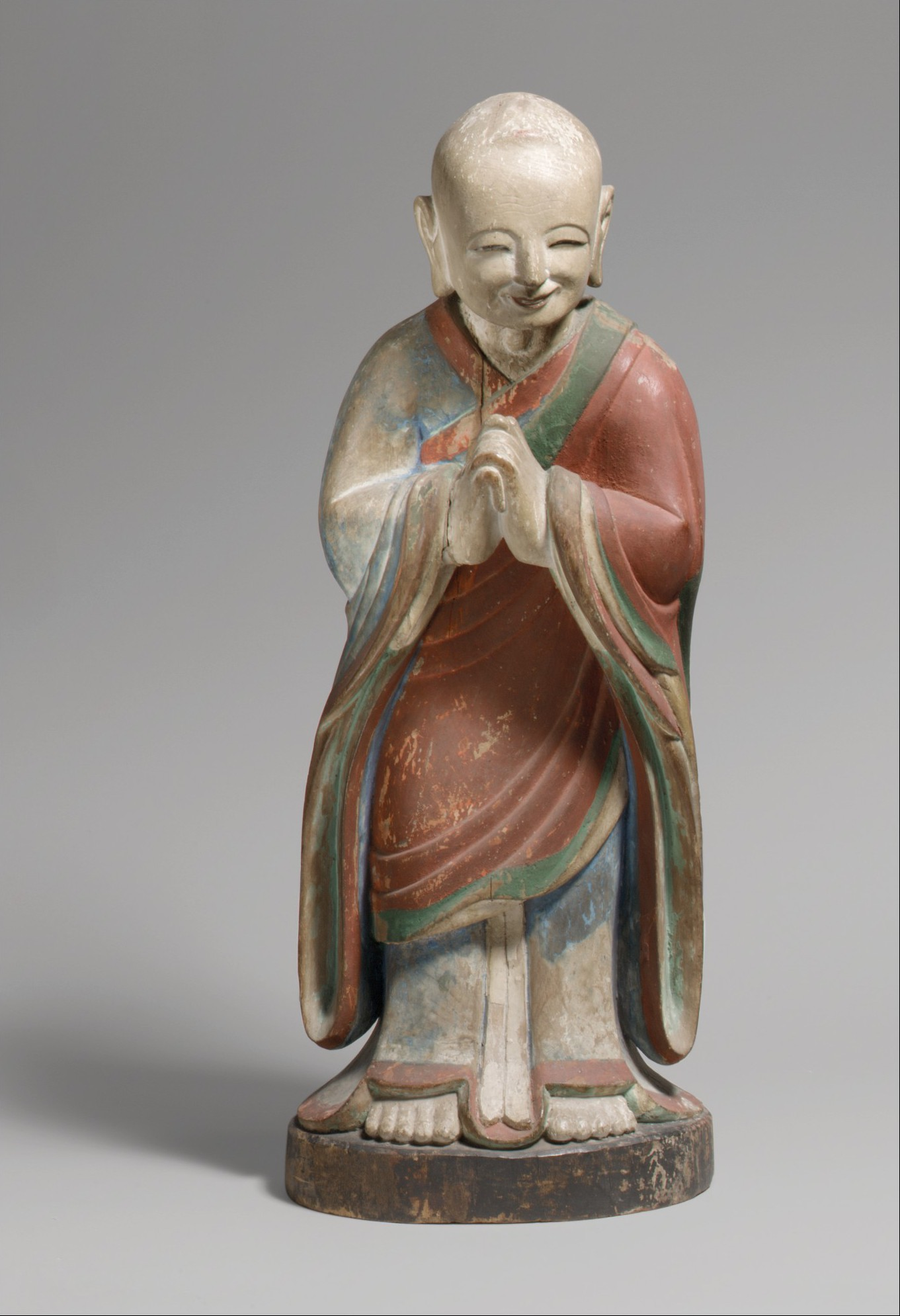
Молодой Кашьяпа. Статуэтка, Корея

Молодожёны стали жить вместе, но по взаимному согласию полностью исключили физические контакты. К огорчению своих родителей, они жили как брат и сестра, разделяя постель на ночь цветочной гирляндой. Их родители взяли на себя все заботы по ведению домашнего хозяйства, когда же они умерли, Пиппхали унаследовал земли отца.

### Решение оставить мирскую жизнь
Пиппхали жил благополучно и управлял своим хозяйством. Однажды, наблюдая за тем, как крестьяне плугом пашут его поле, он увидел ползающих в борозде червей, которых склёвывают птицы. Его озарила мысль, что источник его богатства лежит в страдании других живых существ. В процессе пахоты неизбежно гибнут черви. Значит хозяин поля косвенно является причиной гибели живых существ и, даже ведя умеренную жизнь, он ухудшает свою карму. Бхадда в это время смотрела, как во дворе сохнет кунжут. На семена слетались насекомые, а птицы клевали их. Бхадда решила, что если она приказала положить кунжут сушиться, то этим привлекла насекомых, которые неизбежно будут съедены птицами. Так она своим приказом косвенно способствует убийству живых существ. Пиппхали тем временем решил сообщить жене, что оставляет ей всё имущество и уходит жить отшельником, но и Бхадда готовилась сообщить ему то же самое. Согласно версии Муласарвастивады на Пиппхали решительным образом подействовал жалкий вид тружеников.
Решив стать аскетами, они купили светло-жёлтые одежды, чаши для подаяний и побрили друг другу головы. Они бросили хозяйство и стали заниматься практикой в разных местах, чтобы не мешать друг другу и предотвратить сплетни и дурную славу.

### Судьба Бхадды
Бхадда раньше мужа встретила Будду Шакьямуни в Саваттхи, где он проповедовал в роще Джеты. В то время женская сангха ещё не была основана и Бхадда поселилась неподалёку от Джетаваны в обители женщин-аскетов, где провела пять лет прежде, чем стать бхикшуни. Позже она достигла архатства. Будда называл её лучшей из монахинь, кто помнит свои прошлые воплощения. В Тхеригатху вошли её стихи:
Поняв смертельную опасность того, что таит в себе мир,
Мы оба стали аскетами.Тхеригатха 63—66

## Великий ученик Будды

### Прошлые жизни

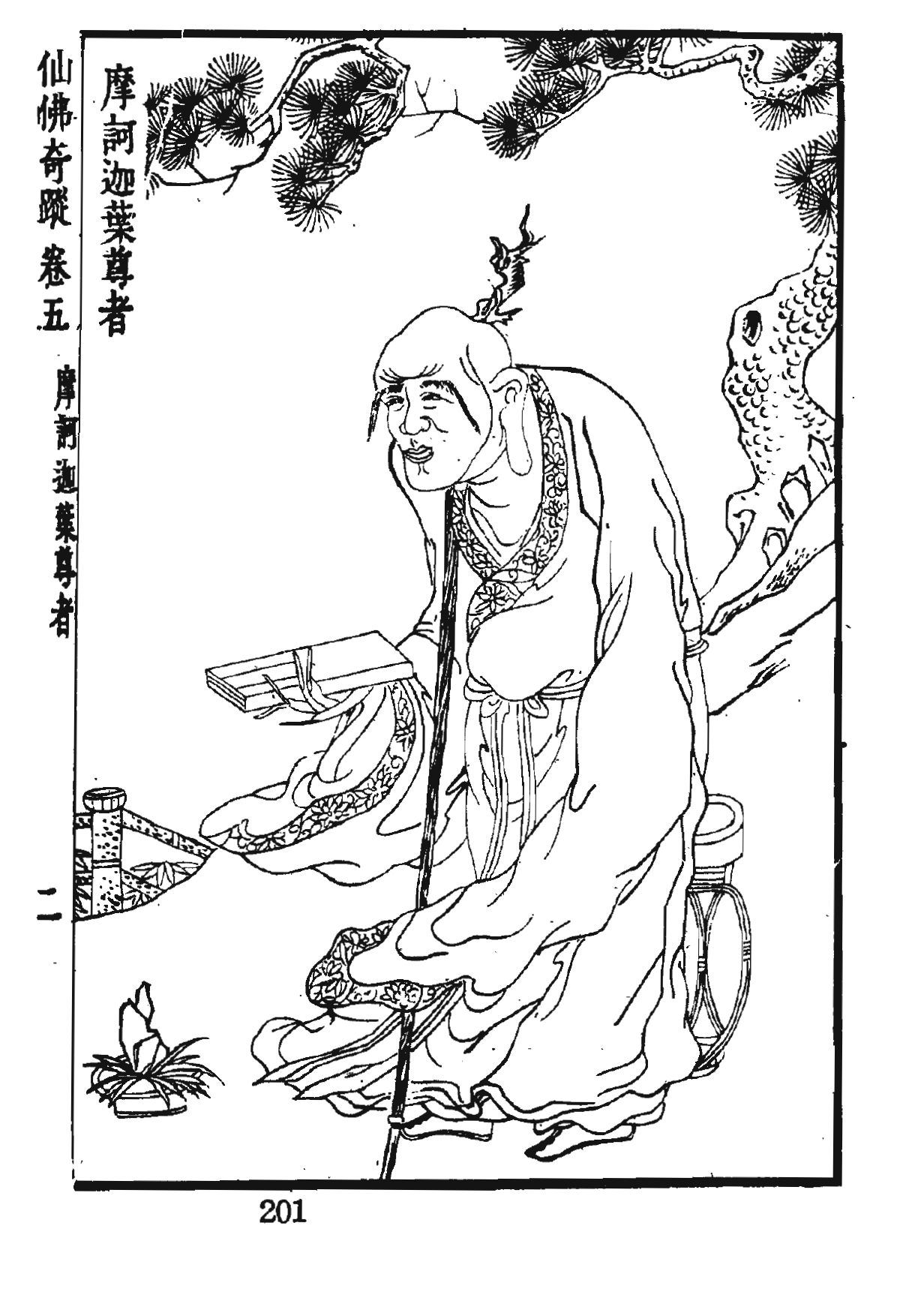
Махакашьяпа

Махакашьяпа как и Сиддхартха Гаутама зародил намерение стать учеником Просветлённого ещё во времена будды Падумуттары, 15-го будды древности, 100 000 кальп тому назад. В те времена он был богатым землевладельцем по имени Ведеха. Его вдохновил пример старейшины Маханисабхи, который был третьим великим учеником Падумуттары и главным среди тех, кто практиковал аскезу (пали etadaggam dhutavadanam). Во времена будды Випасси, шестого Татхагаты до Шакьямуни, в одном из своих воплощений Махакашьяпа и Бхадда были бедной четой из касты брахманов. У них было лишь одно платье на двоих, поэтому они не могли одновременно посещать проповеди Пробуждённого: жена слушала его днём, а муж ночью. Однажды бедный брахман осознал ценность щедрости и решил пожертвовать свою одежду будде. Положив её к ногам Татхагаты, он воскликнул: «Я победил!». Его восклицание услышал царь, который слушал проповедь, расположившись за занавесью. Он оценил дар бедняка, послал ему одеяние и позднее сделал придворным священником. В другой раз Махакашьяпа родился царём Бенареса, а Бхадда была царицей. В другой жизни у Махакашьяпы и Бхадды было четверо сыновей (в будущем Будда, Ануруддха, Шарипутра и Маугдальяяна), желавших стать аскетами. Поначалу родители препятствовали им, но потом поддержали своих детей и сами отошли от мирской жизни. 
В Джатаках сказано, что в прошлых жизнях Будда Шакьямуни и Кашьяпа встречались 19 раз. Шесть раз Махакашьяпа был отцом Бодхисаттвы, два раза братом и много раз другом и учителем.

### Встреча с Буддой
Когда  супруги приняли решение расстаться на перекрёстке, Бхадда в знак почтения трижды обошла вокруг бывшего мужа, после чего он отправился направо, а она налево. Согласно мифам, при этом земля содрогнулась, а в небе прогремел гром. Будда Шакьямуни встречал Кашьяпу в прошлых жизнях и знал о его решимости достичь освобождения. Почувствовав земные толчки, он узнал о приближении великого ученика и сам пошёл ему навстречу. Пройдя около восьми километров, Будда сел под баньяном у дороги между Раджагахой и Наландой, рядом со святилищем Бахупуттака. По сиянию, исходившему от Будды и озарявшему рощу в радиусе 80 метров, и 32 признакам великого человека Кашьяпа понял, что перед ним его будущий учитель. Он опустился к ногам Будды, назвав его учителем, а себя учеником. Будда дал Кашьяпе три наставления о необходимости испытывать чувство стыда и страх совершить проступок по отношению к своим собратьям-монахам вне зависимости от их статуса, сосредоточенно внимать учению, ведущему к возрастанию добродетели (Дхамме) и не пренебрегать осознанностью в отношении тела.
Он принял отречение Кашьяпы (пали pabajja) и посвятил его в монахи (пали upasampada). Затем они вместе отправились в Раджагаху. По дороге Будда решил отдохнуть. Кашьяпа снял свою вторую одежду, свернул её и предложил Будде сесть на неё. Будда заметил, что одежда Кашьяпы очень мягкая. Тогда Кашьяпа попросил позволения преподнести свою одежду в дар Будде. Будда спросил, согласится ли Кашьяпа взамен носить его старые и потёртые одежды, и неофит с радостью согласился. Так они обменялись одеждой. Махакашьяпа был единственным из учеников Будды, кто удостоился подобной чести. Согласно текстам разных буддийских традиций, предполагают, только человек с такими великими заслугами, как Махакашьяпа, мог носить это одеяние. Само по себе оно было лишь лохмотьями, сшитыми из савана рабыни, чей труп был выброшен на кладбище. Но ценность рясы заключалась в том, что её носил Будда. Этот эпизод, описанный в Чивара сутте СН 16.11, перекликается с другим, предшествовавшим ему обменом, который произошёл вскоре после Великого отречения Будды, когда он обменялся своими мирскими одеждами с охотником. Наконец, тот факт, что это были фактически лохмотья, подчёркивает аскетичность фигуры Махакашьяпы. Во многих культурах «неотчуждаемые вещи», зачастую одежда, служили символами власти и преемственности в семье. Гаутама Будда передал свою рясу Махакашьяпе, когда тот только начинал свою жизнь в монашестве, что свидетельствовало о глубоком уважении к этому ученику. Считается, что Махакашьяпа до сих пор хранит эту рясу, чтобы передать её будде будущего. Таким образом, одеяние олицетворяет передачу буддийского учения, а Махакашьяпа является символом непрерывности служения Будде. В этом контексте лоскутная ряса также ассоциируется в некоторых азиатских культурах с беременностью, рождением, перерождением, непостоянством и смертью.

### Жизнь в монашестве
Согласно палийским комментариям Будда, отдав Махакашьяпе свою одежду, хотел побудить его к тому, чтобы, войдя в монашескую общину, тот практиковал суровую аскезу (пали dhutanga). Хотя Будда порицал чрезмерное умерщвление плоти и сам отказался от экстремальной практики, он подчёркивал пользу от аскетической жизни в рамках Срединного пути. Спустя семь или девять дней после вступления в сангху Кашьяпа достиг архатства. Позднее он рассказывал Ананде об этом периоде своей жизни: «На протяжении семи дней я питался подаянием как должник, а на восьмой день во мне возникло окончательное знание архатства». С этого дня он более чем 40 лет трудился для распространения Дхармы. В общине неофита вскоре стали называть Великий Кашьяпа (пали Mahākāśyapa) чтобы отличить его от других монахов с таким же именем и подчеркнуть его выдающиеся качества.
Беседы Будды и Махакашьяпы касались в основном аскетической практики. Махакашьяпа был известен своей способностью терпеть неудобства и довольствоваться в жизни самым необходимым. Однажды Будда спросил своего ученика, не тяготят ли его к старости одеяния из лохмотьев, предлагая ему ослабить аскезу. Тот ответил, что он удовлетворён малым количеством желаний и поступает так, чтобы жить приятно здесь и сейчас, а также из сострадания к будущим поколениям монахов, которые возможно захотят последовать его примеру. Будда был удовлетворён ответом архата (Джинна сутта СН 16.5). Во китиайских агамах SA 1142 и ASA 117, в отличие от соответствующей им Джханабхиннья сутте СН 16.9 Палийского канона, есть повествование о том, как длинноволосый и бородатый Махакшьяпа встретил Будду в простой тряпичной одежде. Монахи стали критиковать Махакашьяпу за то, что он встречает своего учителя в таком неподобающем виде. Однако Будда выразил одобрение своему ученику. В китайских версиях Будда даже позволил Махакашьяпе занять его место, но тот вежливо отказался.

#### Учитель и наставник
Несмотря на стремление к уединённой жизни Махакашьяпа принимал активное участие в делах Сангхи, уделял время распространению Дхаммы и проповеди аскетизма. Это также проявилось в роли лидера, которую он сыграл на Первом буддийском соборе.  В санскритском тексте «Махакармавибханга» говорится, что Махакашьяпа много обучал и смог донести буддизм на северо-запад, начиная с царства Аванти.
В палийских текстах говорится, что Будда считал Махакашьяпу равным себе в проповедовании праведной жизни среди монахов и высоко ценил его способность вселять в мирян веру посредством учения. Будда знал, что, в отличие от Махакашьяпы, два Шарипутра и Маудгальяяна не переживут его. Вероятно поэтому он, чтобы повысить авторитет старейшины в глазах других монахов, предлагал тому прочесть проповедь вместо себя:
Дай наставление монахам, Кассапа, поведай им о Дхамме. Либо мне следует наставлять монахов, Кассапа, либо тебе. Либо мне следует поведать им о Дхамме, либо тебе.Патхама овада сутта: Наставление (I) СН 16.6
Однако Макахашьяпа трижды отклонял предложение (СН.16.6, 16.7, 16.8). Он объяснял отказ тем, что некоторые монахи не слушают наставлений, утратили чувство стыда и не верят в добро, сравнив их с убывающей луной, теряющей красоту, совершенную форму и сияние.
По отношению к мирянам Махакашьяпа оставался беспристрастным и свободным от привязанностей. Он проповедовал Дхамму не ради славы, но чтобы люди обрели веру и начали духовную практику. Татхагата сравнивал его приход в дома мирян с явлением луны (Чандупама сутта СН 16.3).
Другие авторитетные монахи иногда советовались c Махакашьяпой по поводу доктрины. Однажды учителя из небуддийских сект спросили Шарипутру о вопросах, оставшихся без ответа, и тот он в свою очередь обратился к Махакашьяпе за разъяснением, почему Будда так и не дал на них ответа.
Махакашьяпа преуспел в обретении сверхъестественных способностей (пали iddhi) и не уступал Будде в глубине медитативных погружений. В Джханабхиннья сутте СН 16.9 Будда даёт высокую оценку способности Махакашьяпы погружаться в медитацию четырёх тонких материальных сфер и четырёх нематериальных сфер, входить в состояние прекращения восприятия чувств и обладать шестью высшими способностями (пали abhinna).
Считается, что перу Махакашьяпы принадлежат около 40 стихов из «Тхерагатхи». В них отражены личные качества старейшины: склонность к аскезе, строгость и независимость.
Использовать объедки как пищу,
Зловонную мочу как лекарство,
Спать меж корней деревьев,
Носить одеяние, сшитое из выброшенных лохмотьев, —
Человек, овладевший всем этим,
Будет чувствовать себя как дома, где бы ни оказалсяТхерагатха 1054—1057
Старейшине не было чуждо чувство красоты природы:
Устланные цветами карери,
Эти края доставляют мне наслаждение.
Слоновий клич оглашает окрестности — как прекрасно!
Эти скалистые горы радуют мое сердце.Тхерагатха 1062—1071
Одним их аспектов роли Махакашьяпы как учителя было его сострадание к бедным. Есть много историй о том, как старейшина старался предоставить беднякам возможность обрести заслугу путём даяния. Ведь они были в состоянии пожертвовать лишь скудную пищу, которая в культуре брахманизма того времени считалась нечистой. Принимая такое пожертвование, Махакашьяпа становился для бедных людей полем заслуг, возможностью «преодолеть плохую камму». Однажды он встретил нищенку, которая не решалась пожертвовать ему негодную пищу, но, осознав, что старейшина специально пришёл к ней, совершила дану. Религиовед Лиз Уилсон считает, что подобные истории могли возникнуть под влиянием добуддийских представлений о ведическом жертвоприношении, согласно которым жертвователь и получающий жертву связаны, а в самом подношении содержится что-то от приносящего его человека. Отдавая что-то от себя, жертвователи обретают новое Я и очищаются благодаря принимающему подношение монаху. В Тхерагатхе Махакашьяпа советует монахам воздерживаться от посещения благородных семейств, поскольку стремление получить вкусную еду отвлекает от цели, приносящей счастье. Там же он описывает, как прокажённый пожертвовал ему часть своей еды и вместе с едой уронил в чашу монаха свой палец:
Своей рукой больной и в язвах,
Он положил мне в чашу кусок пищи.
Пока он жертвовал еду,
Один из пальцев отвалился и упал в мою миску.
Я сел у стены и принял подношение.Тхерагатха 1054—1057
. 

#### Махакашьяпа и монахи
У Махакашьяпы, ведущего очень аскетичный образ жизни, очевидно было мало учеников. В палийском каноне описаны его беседы с двумя другими великими учениками Будды Шарипутрой и Анандой. Согласно Джатакам, Шарипутра в прошлом был связан с Махакашьяпой: дважды он был его сыном и братом, один раз внуком и другом. В Тхерагатхе сам Махакашьяпа упоминает, что был свидетелем тому как тысячи брахм спустились с небес, чтобы выразить почтение Шарипутре (Тхаг. 1052—1086). В разделе «Кассапа» Самъютта-Никаи записаны две беседы между Махакашьяпой и Шарипутрой. Аноттапи сутта СН 16.2 посвящена объяснению связи шестого фактора Пути и неблагих состояний, а в Параммаране сутте СН 16.12 речь идёт о бесполезных вопросах, поиск ответов на которые не ведёт к ниббане.
|  |  |

#### Отношения с Анандой
Между Махакашьяпой и Анандой также существовала кармическая связь: Ананда дважды был его братом, один раз сыном и учеником. В одном из воплощений Ананда убил отпрыска Махакашьяпы. Беседы этих двух великих учеников Будды носили более практический характер. В Бхиккхунуупассая сутте СН 16.10 описан эпизод, когда монахиня Тулатисса, которая возмутилась тем, что Махакашьяпа давал монахиням учение в присутствии такого авторитета, как Ананда, сравнив их с торговцем и изготовителем игл. Ананда посоветовал старейшине проявить терпение по отношению к глупой женщине.
В Чивара сутте СН 16.11 Махакашьяпа упрекает Ананду, которого покинули 30 молодых последователей, в том, что тот нарушил правило, установленное Буддой. Согласно этому правилу на трапезу к мирянам одновременно не должно приходить более трёх монахов. На защиту Ананды, которого старейшина назвал юнцом, встала монахиня Туллананда, обвинив Махакашьяпу в том, что прежде он был приверженцем другого учения. В некоторых источниках говорится, что она даже разделась перед старейшиной, чтобы оскорбить его. Махакашьяпа ответил, что у него не было иного учителя, кроме Будды и рассказал подробности их встречи. По мнению индолога Оскара фон Хинюбера, причиной частых споров между Анандой и Махакашьяпой могла быть поддержка, которую Ананда оказывал бхиккшуни. Эти споры, в конечном итоге могли привести к тому, что во время Первого буддийского собора Махакашьяпа обвинил Ананду в нескольких нарушениях монашеского кодекса.

#### Общение с богами
Согласно Палийскому канону, Махакашьяпа дважды встречался с обитателями мира богов. Молодая богиня Ладжа своим появлением на небесах была обязана архату. В прошлой жизни она, несмотря на собственную бедность, пожертвовала ему жареный рис. Умерев от укуса ядовитой змеи, она переродилась на Небесах тридцати трёх богов. В благодарность она три дня подметала келью старейшины и носила для него воду. Заметив богиню, Махакашьяпа задал ей несколько вопросов, а затем попросил удалиться, чтобы потомки не упрекнули его за то, что ему прислуживали боги. Опечаленную Ладжу утешил Будда, рассказав о воздаянии за добродетельное поведение и об аскетических обязанностях своего ученика.
Вторая встреча Махакашьяпы с божеством произошла после окончания его семилетней непрерывной медитации в пещере Пиппали. Старейшина отправился за подаянием в Раджагаху. 500 богинь из свиты Шакры захотели преподнести ему пожертвование в виде приготовленной ими самими еды. Однако старейшина отказался, поскольку хотел принять пожертвованную еду от городских бедняков и, таким образом, предоставить им возможность накопить заслуги путём даяния. Несмотря на настойчивые просьбы богинь, он остался непреклонен. Узнав о неудачной попытке богинь, сам Шакра захотел сделать пожертвование. Он принял облик старого ткача и предложил старейшине рис. Принятый Махакашьяпой рис стал благоухать. Архат догадался об уловке и упрекнул царя богов в том, что тот лишил бедняков возможности накопить заслуги. Шакра возразил, что и боги нуждаются в этом.
Однажды один из богов небес Брахмы посчитал, что ни один аскет не способен подняться в его возвышенный мир. Божественным сознанием Будда уловил эти мысли и появился на небесах в сопровождении четырёх учеников: Маудгальяяны, Махакашьяпы, Махакаппины и Ануруддхи.

## Глава Сангхи
Махакашьяпа не присутствовал при паринирване Будды, в это время он был на пути из Павы в Кушинагар. Когда он остановился на отдых, мимо проходил аскет, державший в руках цветок кораллового дерева (пали mandarava), которое растёт в мире богов. На вопрос Кассапы, нет ли новостей от учителя, аскет сообщил, что неделю назад отшельник Готама ушёл в паринирвану, а цветок был подобран на месте его кончины. Услышав новость монахи, за исключением архатов, опечалились, но Махакашьяпа велел им утешиться, напомнив о непостоянстве обусловленного. Тем временем деревенские старосты в Кушинагаре никак не могли разжечь погребальный костёр Будды. По словам Ануруддхи, им незримо мешали дэвы, ожидавшие прибытия Махакашьяпы. Когда старейшина добрался до места кремации, он вместе со спутниками трижды обошёл вокруг погребального костра, после чего костёр возгорелся сам.
После кремации возник спор за обладание реликвиями, которые в итоге были разделены брахманом Доной на 8 частей согласно числу претендентов. Махакашьяпа доставил в Магадху часть реликвий, причитавшуюся царю Аджаташатру. Критика монашеской дисциплины со стороны монаха Субхадды, настаивавшего на смягчении этического кодекса при известии о паринирирване Будды, продемонстрировала Махакашьяпе опасность, которая грозит Сангхе и Дхарме в отсутствие чётко установленных правил. Чтобы не допустить упадка, он предложил созвать совет старейшин в Раджагахе для изложения потомкам Дхармы и Винаи. Было избрано 500 участников Собора, которые все были архатами, за исключением Ананды. Чтобы быть допущеным, он приложил все усилия и ночью накануне Собора достиг архатства.
На Соборе стерейшина Упали прочёл Винаю, затем по просьбе Махакашьяпы Ананда, обладавший феноменальной памятью, изложил все сутты, которые стали основой пяти собраний(пали nikaya) Сутта-питаки. В завершение состоялось обсуждение вопросов, касавшихся жизни Сангхи. Несмотря на то, что Ананда упомянул разрешение Будды отменять незначительные правила, данное им незадолго по паринирваны, Махакашьяпа предложил оставить правила без изменений, чтобы не давать повода мирянам обвинять монахов в упадке рвения. Собор поддержал это предложение. В итоге Махакашьяпа стал фактическим главой Сангхи, поскольку он пользовался среди монахов и мирян большим уважением и был самым старым учеником, пережившим Татхагату. Позднее Махакашьяпа передал чашу для подаяния, которой пользовался Будда, Ананде, признав его следующим по старшинству после себя.

## Цветочная проповедь
Духовная передача традиции дзэн восходит к Будде Шакьямуни, поэтому в традиции он считается первым индийским патриархом. Вторым патриархом считается Махакашьяпа, которому Будда передал состояние пробуждения в цветке лотоса без каких-либо слов и текстов, тем самым основав традицию дзэн в форме прямой передачи учения «от сердца к сердцу».
«Записки о широко распространяющемся светильнике, [составленные в годы] Тянь-шэн» являются наиболее ранним дзэнским текстом, в котором упоминается случай с цветком. Документ был составлен Ли Цуньсюем (Li Tsun-hsu) в 1036 году. Генрих Дюмулен описывает историю о цветочной проповеди в данном источнике следующим образом:

Согласно этому повествованию, однажды, во время проповеди на вершине Коршунов, Возвышенный протянул всем собравшимся там золотой цветок лотоса. Только Кашьяпа понял его и улыбнулся. Согласно второй книге этой хроники, которая, вероятно, является более ранней версией этого хорошо известного события, «тогда Почитаемый в Мире обернулся к собравшимся и сказал: „Я обладаю Истинным Глазом Дхармы, Чудесным Сознанием Нирваны. Я доверяю его Махакашьяпе“».
Профессор Кайтэн Нукария в раннем исследовании «Религия самураев» (1913) указывал, что описание цветочной проповеди Будды содержалось в «Сутре о великом царе-брахмане, который просит Будду рассеять сомнения», в то же время отмечая, что сутра отсутствовала в индийской трипитаке и в её переводе на китайский. Нукария предполагал, что история о проповеди была придумана в период династии Сун (960—1126). Данный вывод Нукария поясняет указанием на то, что «говорят, Ван Ань-ши, влиятельный министр при дворе императора Шань-цзуна (1068—1085), видел эту книгу в королевской библиотеке», одновременно указывая на отсутствие свидетельств существования текста в Китае. Согласно данным Нукарии, у японских мастеров дзэн есть две рукописи с разным переводом сутры, обе из которых Нукария называет фиктивными.

## Уход из жизни
Махакашьяпа прожил долгую жизнь, считается, что, предаваясь аскезе он до смерти не ложился в кровать в течение 120 лет.
Обстоятельства и время смерти Махакашьяпы описаны в санскритской хронике «Учителя Закона», которая принадлежит к традиции северного буддизма. Хроника этих событий содержится в Ашокавадане и частично в Дивьявадане. Согласно этим источникам, после Первого буддийского собора Махакашьяпа почувствовал, что его миссия выполнена и решил уйти в нирвану. Он завещал заботу о сангхе Ананде, поклонился ступам с реликвиями Будды и отправился в Раджагаху, чтобы уведомить царя Аджаташатру. Царь спал и старейшина решил не будить его. Он поднялся на гору Куккутапада, сел на травяную циновку, надел одежду, подаренную Буддой Шакьямуни и достиг состояния пресечения восприятия и чувств (пали nirodhasamapatti). Тело его стало нетленным и будет в сохранности до времени прихода будды Майтреи, который получит таким образом одеяние будды Готамы. Дэвы осыпали тело цветами и запечатали в недрах горы.
Царь Аджаташатру с Анандой пришли проститься с архатом. Гора расступилась перед ними и они увидели его тело. Царь хотел кремировать его, но Ананда объяснил, что в будущем Майтрейя вынесет тело Махакашьяпы, и тело, проявив великие чудеса, растворится в пространстве. В китайском буддизме считается, что гора Куккутапада расположена на юго-востоке Китая. Согласно народным преданиям, усердным монахам, совершившим паломничество к горе, удавалось увидеть тело Махакашьяпы. Зуб Махакашьяпы в качестве реликвии хранился в монастыре пали Bhīmatittha-vihāra, ныне это монастырь Бентота Галапата Раджа Маха Вихара, Шри-Ланка.
Согласно Лотосовой сутре, Будда предсказал, что его ученики Маудгальяяна, Субхути, Махакатьяяна и Махакашьяпа в будущем станут буддами.
Частично биография Махакашьяпы содержится в Палийском каноне, частично в Буддачарите, написанной буддийским патриархом Ашвагхошей (Гл. 16 «Ученики»).